# Susan Atkins

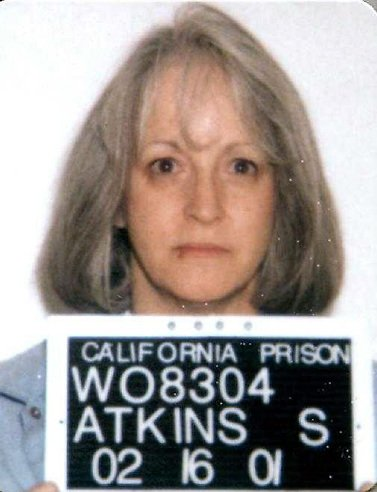
Susan Atkins 2001

Susan Denise Atkins-Whitehouse alias „Sadie Mae Glutz“ (* 7. Mai 1948 in San Gabriel, Kalifornien; † 24. September 2009 in Chowchilla, Kalifornien) war ein Mitglied der Manson Family, die im Sommer 1969 in einem Zeitraum von fünf Wochen neun Morde beging. Atkins wurde wegen der Beteiligung an acht Morden zum Tod durch Gas verurteilt. Nach Abschaffung der Todesstrafe im Bundesstaat Kalifornien im Jahre 1972 wurde die Strafe in „lebenslänglich“ umgewandelt. Bewährungs- und Gnadengesuche wurden insgesamt 19-mal abgelehnt.

## Leben

### Kindheit und Jugend
Susan Denise Atkins wurde am 7. Mai 1948 in San Gabriel, Kalifornien, geboren. Ihr Vater Edward Atkins war Bauarbeiter; ihre Mutter Jeanette Atkins verrichtete Gelegenheitsjobs. Laut Atkins waren ihre Eltern Alkoholiker. Sie hatte einen älteren und einen jüngeren Bruder. Bis zu ihrem fünften Lebensjahr wuchs sie im kalifornischen Millbrae auf, danach zog die Familie nach San José. Im Januar 1964 starb ihre Mutter an Krebs. Um die Krankenhausrechnungen seiner Frau bezahlen zu können, verkaufte Edward Atkins das Haus der Familie. Susan Atkins und ihr jüngerer Bruder zogen zu ihren Großeltern nach Los Banos, wo sie die High School besuchte. In der 11. Klasse brach sie ihre Schulausbildung ab.
In Oregon fuhr sie als Anhalterin in einem gestohlenen Wagen mit, woraufhin sie wegen  Autodiebstahls verhaftet wurde und eine Bewährungsstrafe erhielt. Sie zog nach San Francisco, wo sie als „Oben-ohne“-Tänzerin in einer Bar arbeitete; nebenbei verkaufte sie Drogen und wirkte in Bühneninszenierungen (Witches Sabbath) des Satanisten Anton Szandor LaVey mit.

### Manson Family
Im Jahr 1967 lernte Atkins auf einer Party ihrer Wohngemeinschaft in der Lyon Street im Stadtteil Haight-Ashbury den damals 32-jährigen, vorbestraften Musiker Charles Manson kennen. Etwa eine Woche später schloss sie sich Manson, Mary Brunner, Lynette Fromme, Patricia Krenwinkel, Ella Jo Bailey sowie drei oder vier unbekannten Männern an und tingelte mit ihnen die nächsten anderthalb Jahre in einem alten Schulbus durch mehrere Bundesstaaten im Westen und Südwesten der USA.
In der Manson-Gruppe nannte sie sich „Sadie Mae Glutz“. Die Gruppe experimentierte mit LSD und anderen Drogen. Atkins sagte später: „Charles Manson war für mich zu dieser Zeit Jesus und Satan in einer Person“. Mansons schnell wachsende Gruppe bezeichnete sich als Family („Familie“). Mit einer Gruppe Family-Mitglieder wohnte Atkins eine Zeit lang in Mendocino, Kalifornien. Dort verteilte sie mit anderen Family-Mitgliedern angeblich LSD an Kinder. Als man sie später festnahm und verurteilte, bekamen sie den Spitznamen Witches of Mendocino („Hexen von Mendocino“).
Die Manson-Familie bezog Ende der 1960er Jahre eine Ranch bei San Fernando, Kalifornien, die als Spahn Movie Ranch bekannt ist. Hier brachte Atkins einen Sohn zur Welt. Ihren Angaben nach soll Manson aber nicht der Vater gewesen sein. Der Junge bekam den Namen Ze Zo Ze Cee Zadfrack. Der Name wurde später in „Paul“ geändert.
Im Juli 1969 war sie gemeinsam mit Mary Brunner und unter zeitweiliger Mitwirkung von Manson und Bruce Davis an der Ermordung von Gary Hinman durch Bobby Beausoleil beteiligt. In der Nacht vom 8. zum 9. August 1969 brach Atkins zusammen mit den drei weiteren Manson-Anhängern Charles Watson, Patricia Krenwinkel und Linda Kasabian in das Anwesen von Rudi Altobelli am Cielo Drive in Beverly Hills ein. Das Haus war zuvor von Terry Melcher bewohnt worden, inzwischen aber  an das junge Ehepaar Sharon Tate und Roman Polański vermietet worden. Die hochschwangere Sharon Tate war mit ihren Freunden Jay Sebring, Abigail Folger und Wojciech Frykowski zuhause, als die Family-Mitglieder mit Messern und einem Revolver bewaffnet ein Massaker unter den Anwesenden anrichteten. Auch der eher zufällig auf dem Grundstück anwesende Steven Parent wurde ermordet. Der wirkliche Tathergang ist nicht genau rekonstruierbar, zeugt aber von hoher Brutalität. Am nächsten Abend beging die Manson Family noch zwei weitere Morde in der High Society von Los Angeles, an denen Atkins aber nicht beteiligt war.
Susan Atkins wurde im November 1969 eher zufällig, zusammen mit anderen Mitgliedern der Manson Family, wegen Autodiebstahls und Brandstiftung verhaftet und brüstete sich anschließend vor einigen anderen Insassen mit den Morden an Tate und deren Bekannten.
Bei der Gerichtsverhandlung schilderte sie ausführlich, wie sie die um Gnade flehende Sharon Tate gefoltert und mit zahllosen Messerstichen niedergemetzelt habe. Atkins wurde am 29. März 1971 zum Tod in der Gaskammer verurteilt, aber durch eine gerade laufende Gesetzesänderung zu lebenslanger Freiheitsstrafe begnadigt (die Todesstrafe wurde in Kalifornien erst 1978 wieder eingeführt).

### Abkehr von der Manson Family
In den ersten Jahren ihrer Inhaftierung zeigte sie sich noch loyal gegenüber Charles Manson und seinen Ideen, distanzierte sich aber später von der Family und wandte sich christlichen Glaubensrichtungen zu. 1980 heiratete sie im Gefängnis den vermeintlichen texanischen Multimillionär Donald Lee Laisure. Es stellte sich allerdings heraus, dass dieser ein Heiratsschwindler war und bereits 35 Ehen hinter sich hatte. Atkins heiratete später den Harvard-Absolventen James Whitehouse, der sich seit 2000 für ihre Begnadigung einsetzte und in ihrem Namen zahlreiche Petitionen einreichte. 2003 bezeichnete sie sich selbst als politische Gefangene und verklagte erfolglos den kalifornischen Gouverneur Gray Davis, weil dieser grundsätzlich fast alle Gnadengesuche von Mördern ablehne. Atkins’ Begnadigung wurde im Juni 2005 zum bereits elften Mal verweigert. Die letzte Anhörung fand 2009 statt, und eine Entlassung wurde erneut abgelehnt. Die nächste Anhörung für ein Gnadengesuch war für 2012 vorgesehen, kam jedoch aufgrund des Todes von Atkins nicht mehr zustande.
Susan Atkins war bis zu ihrem Tod in der kalifornischen Frauenvollzugsanstalt Corona inhaftiert und war die am längsten einsitzende Gefängnisinsassin der Vereinigten Staaten. Sie starb am Abend des 24. September 2009 im Häftlingskrankenhaus in Chowchilla an einem Hirntumor.

## Im Film
- 1976: Helter Skelter – Die Nacht der langen Messer, gespielt von  Nancy Wolfe
- 2003: The Manson Family, gespielt von Maureen Allisse
- 2004: Helter Skelter (ein Remake von 1976), gespielt von Marguerite Moreau
- 2009: Leslie, My Name Is Evil, gespielt von  Anjelica Scannura
- 2018: Charlie Says, gespielt von Marianne Rendón
- 2019: Once Upon a Time in Hollywood, gespielt von  Mikey Madison